# J.R. Villarreal
J.R. Villarreal (Houston, 28 settembre 1992) è un attore statunitense.

## Biografia
Ispirato dalle sitcom per adolescenti dei primi anni 2000 come Raven, Crescere, che fatica!, Even Stevens e Un genio in famiglia, ha iniziato a recitare all'età di 10 anni, apparendo nelle serie Senza traccia, Cold Case - Delitti irrisolti e Dr. House - Medical Division, tra le altre.
Nel 2006, ha ricevuto riconoscimenti da parte della critica per il ruolo di Javier Mendez, nel film Una parola per un sogno.
Nel 2007, interpreta il figlio del protagonista nel film Bobby Z - Il signore della droga.
Ha fatto anche da produttore di alcuni progetti cinematografici come An American in Texas e Scumbags.
Nel 2022, è tra i protagonisti della serie di Disney Channel Ultra Violet & Black Scorpion. In seguito interpreta il comico Tio Tonio nella seie spin-off di On My Block, On My Block: Freeridge.
Nel 2024, recita nel film biopic Jenni. Nello stesso anno, ha ricevuto riconoscimenti per il suo ruolo ricorrente da antagonistanella serie televisiva Landman di Taylor Sheridan.
Nel 2025, è stato scelto per il film The Low-End Theory.

## Filmografia parziale

### Cinema
- Una parola per un sogno (Akeelah and the Bee), regia di Doug Atchison (2006)
- Bobby Z - Il signore della droga (The Death and Life of Bobby Z), regia di John Herzfeld (2007)
- Ghost Team One, regia di Scott Rutherford (2013)

### Televisione
- Senza traccia (Without a Trace) – serie TV, un episodio (2003)
- Cold Case - Delitti irrisolti (Cold Case) – serie TV, un episodio (2004)
- Squadra Med - Il coraggio delle donne (Strong Medicine) – serie TV, un episodio (2005)
- Dr. House - Medical Division (House, M.D.) – serie TV, un episodio (2005)
- Ghost Whisperer - Presenze (Ghost Whisperer) – serie TV, un episodio (2005)
- CSI: Miami – serie TV, un episodio (2007)
- The Bridge – serie TV, un episodio (2013)
- Medal of Honor – serie TV, 2 episodi (2018)
- Ultra Violet & Black Scorpion – serie TV, 16 episodi (2022)
- On My Block: Freeridge – serie TV, 7 episodi (2023)
- Landman – serie TV, 4 episodi (2024)

## Doppiatori italiani
Nelle versioni in italiano delle opere in cui ha recitato, J.R. Villarreal è stato doppiato da:
- Alessio Nissolino in Ultra Violet & Black Scorpion
- Daniele Raffaeli in On My Block: Freeridge
- George Castiglia in Dr. House - Medical Division
- Giacomo Bartoccioli in Landman
- Alex Polidori in Bobby Z - Il signore della droga